# Đại học Krirk
Đại học Krirk là một trường đại học tại Bangkok, Thái Lan. Trường được thành lập năm 1951 với tên Trường Chuyên nghiệp và Ngôn ngữ, được nâng cấp thành đại học năm 1995. Hiện nay, Đại học Krirk có năm khoa và phần đào tạo sau đại học.